# Sicaire
Cet article parle des sicaires en tant que terme littéraire ou historique désignant un tueur à gages. Pour le courant judaïque, voir Sicaires.

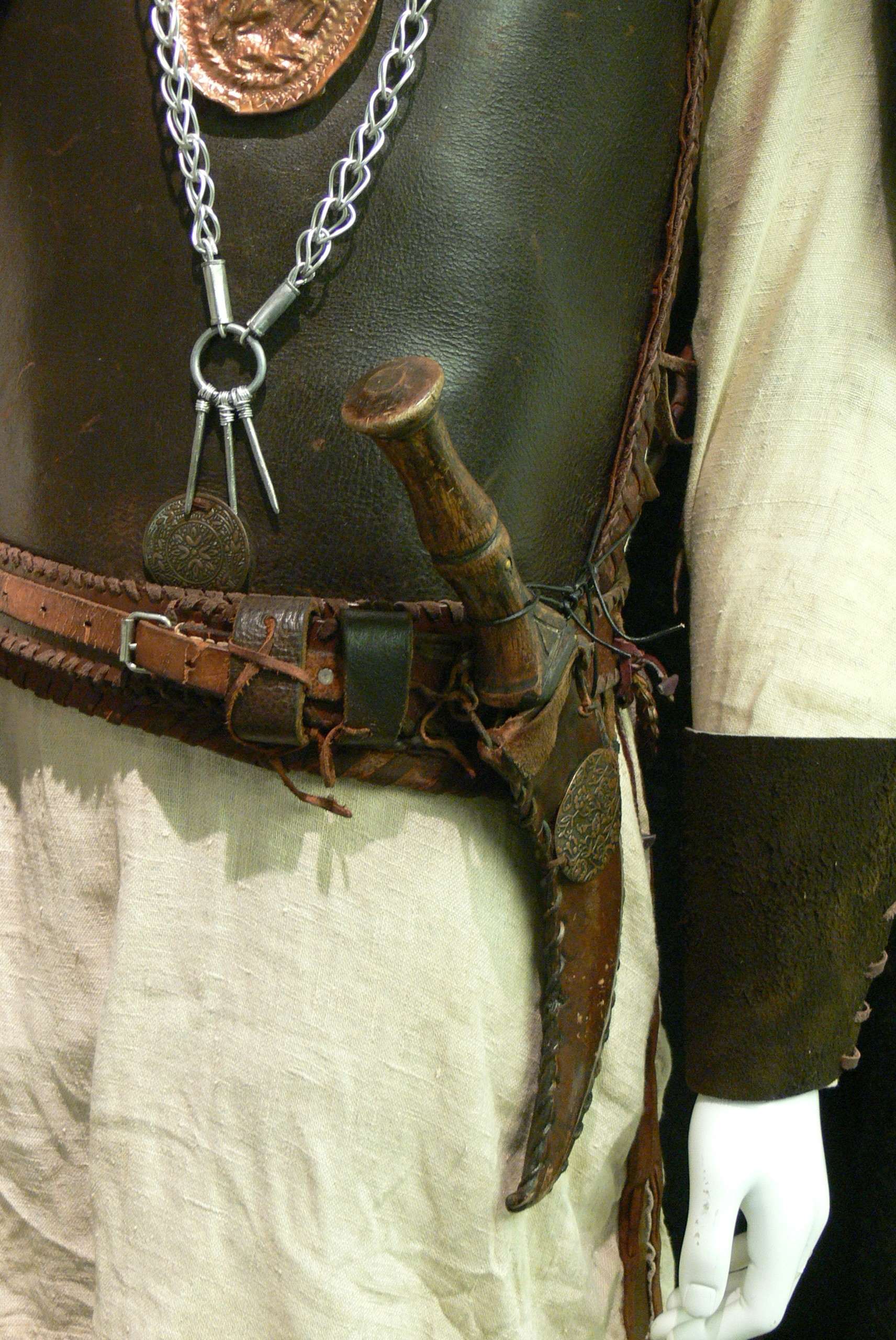
Sica sur la ceinture d'un guerrier dace, Musée de Manching (Allemagne).

Sicaire est un terme littéraire ou historique pour désigner un tueur à gages. Il a également désigné les activistes juifs opposés aux Romains, les Sicaires, dans l'Israël antique.
Le mot tire son origine de la sica, une épée courte et recourbée, arme nationale des Thraces et qui était considérée dans la Rome antique comme l'arme des assassins et des brigands.
Dans son manuel de campagne électorale De petitione consulatus, Quintus Tullius Cicero utilise le mot sicarius pour qualifier avec mépris Catilina et Antoine de « a pueritia sicarii » (meurtriers depuis l'enfance).